# 臺灣阿片特許問題
〈臺灣阿片特許問題〉為1930年3月2日臺灣日日新報刊登的一篇文章，作者為連橫。

## 背景
台灣日治時期之初，日本人即開始禁阿片（鴉片），1898年總督府頒布臺灣阿片令，禁止一般人民吸食阿片（鴉片），僅限經醫師證明而領有牌照之阿片菸癮者，可購吸官製煙膏。藉由牌照審
核，政府已漸禁阿片，又加上台灣人的自覺，抵制阿片逐漸有成，吸食者顯著減少，因此阿片專賣的收
入也就跟著減少，當時臺灣阿片的進口是由三井物產株式會社獨佔。

## 大意
連橫考據歷史，主張「阿片」雖有害處，但也「有益」，關鍵在於「用之得宜」，並認為阿片難以立禁。連橫引用數據，證明漸禁已成功的逐漸降低吸食人數。世界各地皆有吸食阿片之習慣，不僅臺灣而已。另舉禁酒令反而導致美國人更是設法到公海瘋狂喝酒，所以臺灣不應該嚴禁阿片。最後認為經由醫師診察，給予特許之管制措施，能達成「不禁自禁」之效果。
1.首段：本段開宗明義強調阿片之害，及採取管制措施之必要性。
|  | 臺灣阿片問題，比月以來，議論沸騰，或以為當行勵禁，或以為須再特許，究之皆一偏之論，未能盡其全也。夫天下之事物，有利必有害，有害亦有利；是故利害之中，必當權其輕重得失，而後可以無憾。夫阿片之為利為害，論者多矣，不須贅言。顧以全世界而觀之，出產之多，消費之巨，若以臺灣吸食之量而比之，不及百分之一，似乎不成問題；然為國計民生起見，亦不得不善為處置。 |

2.第二段：考查歷史，主張阿片雖有害處，但也有益處，關鍵在於「用之得宜」。
|  | 查阿片之傳入臺灣，始於蘭人統治之時，距今已三百年。歸清以後，移民漸至，曠野漸開，而榛莽未伐，瘴毒披猖，患者輒死，惟吸食阿片者可以倖免，此則風土氣候之關係，而居住者不得不吸食阿片；如俄羅斯人之飲火酒、南洋土人之食辣椒，以適合環境，而保其生命。故臺灣人之吸食阿片，為勤勞也，非懶惰也；為進取也，非退守也！平心而論，我輩今日之得享受土地物產之利者，非我先民開墾之功乎？而我先民之得盡力開墾，前茅後勁，再接再厲，以造成今日之基礎者，非受阿片之效乎？然則阿片之害，人言嘖嘖，而以臺灣歷史觀之，故亦有利也。夫烏頭毒藥也，可以殺人，而亦可以治病；河豚美味也，可以爽口，而亦可以損生，惟在用之得宜爾。 |

3.第三段：參考過去，認為阿片難以立即禁止。
|  | 道光十年，閩浙總督孫爾準以各省消用阿片甚鉅，耗民損財，奏請禁止。十八年，復因御史黃爵滋之奏，下詔嚴禁，初犯者刑，再犯者死，竝於澳門焚燬英商阿片一萬三千六百餘箱。英人不服，遂至構兵，而訂江寧之約，其禁遂弛。當是時，臺灣兵備道姚瑩亦奉庭旨，勵行嚴禁，然以訂約之故，時令不行，而吸食者猶故也。光緒十年，法人之役，臺灣戒嚴，兵備道劉璈以臺灣阿片既不可禁，又須購之外國，損失甚大，奏請撥給官莊，許民播種，自產自給，以挽利權，廟議許久；而臺灣之阿片乃愈盛。夫臺灣人民吸食阿片，固非一朝一夕之故，染之既久，積之也深，自不能一時斷絕；雖過去之事，而亦足為今日之參考也。 |

4.第四段：引用數據，證明漸禁的做法，已成功的逐漸降低吸食人數。
|  | 帝國領有之初，政府則議禁止，嗣因習慣上、人道上之故，乃立漸禁方針。是時，特許吸食者十六萬人，閱今三十餘年，僅有二萬五千人，使非漸禁之功效，則此三十年間，戶口之增加，富力之日進，吸食者當在三十萬人以上。則此次再請特許者二萬五千人，亦不過全人口二百分之一分強爾，無大關係，亦不成大問題，又何事議論沸騰哉！唯今日阿片問題，關係國際信義，固不可不權其利害之大小輕重，以期無憾！ |

5.第五段：觀察外國，實則世界各地皆有吸食阿片之習慣，不僅臺灣而已。
|  | 夫世界今日之吸食阿片，非僅臺灣也。支那為阿片最盛之國，十數年來，外標嚴禁之名，內收稅金之實，則各省武人據地稱雄，擁兵自衛，莫不勒取阿片之巨利；國民政府雖言禁止，而法令早已不行！南洋群島以及產地之印度、波斯、土耳其尚多吸食，則歐洲人士亦有飲用，且多屬上流社會；美為文明之國，而報載吸食阿片者達二百萬人，可謂怪事！夫美國固勵行禁酒矣，然而密輸者如故，密飲者如故，牟利之徒且以汽船設大酒館於公海之上，以供遊客之豪飲，而政府無如何也。 |

6.末段：認為經由醫師診察始給予阿片特許之管制措施，得達成「不禁自禁」之效果。
|  | 臺灣阿片之害，政府無難禁止，然為習慣上、人道上而觀，故有再行特許之議，命各保甲曉諭有癮者自行申請，再由醫師診察，以驗其癮之輕重，可謂周至！今若遲疑不決，收回成命，則當局失信於保甲，保甲失信於人民，而政府之威嚴損矣！聞臺北市內各保甲已聯名申請照行，此亦民意也。夫治民者，在安民，不在擾民；在順人之情，不在拂人之性。今政府既有特許之意，人民又有希望之心，自可照議而行。其受特許者，苟非體氣之大弱，痼疾之癮癒，自任改除；即舊時之特許者，互相勸勉，冀斷其癮，以促成政府漸禁方針之美意。如是，不及三十年，臺灣阿片不禁自禁，豈非持平之道哉！ |

## 連橫被櫟社除籍事件
日治時期，臺灣總督府採取鴉片漸禁的手段，將鴉片轉由官方專賣，要求已成癮者申請鴉片吸食特許證。1928年，總督府當局修訂新「阿片令」，相關措施包含關閉鴉片煙館、實施癮者矯治等，看似有意解決鴉片問題；但1929年底，總督府卻意圖重開鴉片特許讓讓祕密吸食者申請，因而引發以民眾黨為核心的臺灣社會運動人士不滿與抗議。
1929年至1930年期間，國際聯盟派出委員會前往遠東地區進行鴉片氾濫的調查，1930年該調查會亦至臺灣進行視察。根據林獻堂《灌園先生日記》可知，林獻堂與蔣渭水水等人曾為反對總督府之鴉片政策而積極奔走，並在1930年2月至3月間積極爭取與國聯委員晤面之機會：1930年2月7日林獻堂會面總督府警務局長石井保，反對再發鴉片特許；2月21日林獻堂收到蔣渭水來信告知會面日期；2月27日林獻堂到臺北與蔣渭水討論此事，並於3月1日正式會見國際委員。
在此時空背景下，連橫刊登此文試圖為總督府之鴉片政策開脫，便引起了知識份子的強烈批判。以《臺灣民報》為例，1930年3月8日便刊登以下三篇批評連橫的文章：米山生〈與臺灣通史著者先生書〉、天南（黃春成）〈敬告通史先生！〉、陳其昌〈連雅堂氏不是民眾黨員〉；而不久又有陳鏡秋〈讀連雅堂氏臺灣阿片特許問題〉、地北生〈連雅堂氏豈學古之韓信歟？〉等篇。

林獻堂等人亦對連橫此文感到不滿，從《灌園先生日記》1930年3月6日之日記可知，櫟社成員提議商議除籍一事：
連雅堂曾在《台日》報上發表一篇，說荷蘭時代阿片則入臺灣，當時我先民移殖於臺灣也，臺灣有一種瘴癘之氣，觸者輒死，若吸阿片者則不死，臺灣得以開闢至於今日之盛，皆阿片之力也。故吸阿片者為勤勞也，非懶惰也；為進取也，非退步也。末云僅發給新特許二萬五千人，又何議論沸騰若是？昨日槐庭來書，痛罵其無恥、無氣節，一味巴結趨媚，請余與幼春、錫祺商量，將他除櫟社社員之名義。余四時餘往商之幼春，他亦表贊成。
根據此段可知，櫟社核心成員的陳懷澄首先要求開除連橫社員資格，隨後林幼春也表示贊成。其後幾日，林獻堂與幼春等人商議，並請社長傅錫祺召開櫟社理事會討論此事。根據3月13日之日記，可知當日理事會之決議：
槐庭再提議雅堂於三月二日在《台日》紙發表阿片意見書云云（參照六日記事），非將他除名不可。余問社則除名之條，錫祺謂有違背本社規則及汙損本社名譽者除名。子瑜子謂如其意見書，未必有汙損本社名譽，萬一因此以致訴訟亦未知，須要慎重，幼春、錫祺、了庵、子昭皆贊成其說。余謂誣衊我先民，以作趨媚巴結，而又獎勵人人須吸阿片，似此寡廉喪恥之輩，何云不汙損本社名譽？伊若、汝南贊成余說。棟梁謂此係政見不合，若欲除名，請待他日。議論結果，決定認他不熱心於本社，作為退社決議錄，棟梁不蓋印。
櫟社在理事會中決議將連橫開除社員資格，但正式確認此案則得等到4月2日。由4月2日的日記內容可知，當天是林幼春長子林培英的結婚典禮，社員在參加婚禮之後繼續召開總會：
閉式後余同錫祺等歸宅，照壽椿會之紀念寫真，繼開櫟社總會。先議收支決算；次議雅堂，不將其三月二日之阿片論文為之除名，而用十六回不出席，認其退社；
至此，連橫正式遭櫟社除籍。

## 連橫過往詩文中反對鴉片之立場
連橫過往在詩文曾批評鴉片之害，如其曾於臺灣通史中詳細記載近代鴉片管制之歷史，其中載有：「及道光十八年，下詔禁止，以林則徐督兩粵，燬英人阿片一萬三千六百餘箱。英人不服，遂至搆兵。臺灣道姚瑩亦奉旨禁止，初犯者刑，再犯死，一時阿片幾絕。」他曾在旅遊杭州時發現杭州地區禁菸令甚嚴，違禁偷抽者置死，並將此經歷寫入大陸遊記中：「阿芙蓉流毒久矣，而毅然刷滌，則浙人之福也。」（白話大意：鴉片散布毒害很長一段時間了，但現下定決心禁止，是浙江人的福氣啊。）於臺灣詩乘中亦形容吸鴉片者為鬼或者是與鬼為伍：
|  | 烏菸鬼云：「烏菸鬼，少年狀貌真魁偉。如何轉盼須臾爾，變化魍魑難嚮邇？可憐晝亦如夜時，生亦如死期。寄言三五少年子，莫向紅塵作鬼嬉。烏鬼含冤白鬼笑，故鬼前驅新鬼嘯。風雨回首一燈昏，數點青燐猶照耀。區區蠻觸越南都，令行禁止風霜俱。白日如鏡照寰宇，鬼乎何處藏其軀」！按阿片煙傳入臺灣，始於荷蘭之時，其後滋盛。道光十年詔禁各省種賣，從閩浙總督孫爾準之奏也。十九年復禁，遂與英人開戰，而立江甯之約，至今為害。臺人謂吸菸者為烏菸鬼，以其與鬼為伍也. |

|  | （白話大意）吸食鴉片的人說：「像我這樣吸食鴉片的人，以前年輕的時候，相貌體態有多壯碩。為何在吸食鴉片短暫時間後，卻變得像鬼一樣，原來的樣貌卻難在眼前出現了？就算白天也像是晚上，就算活著也像死掉一樣可憐。提醒你們這些年輕人，不要隨著繁華社會像鬼般吸食鴉片玩樂。吸食鴉片的人背負怨恨，而非法販賣鴉片的人卻很開心，有菸癮者只想再吸食鴉片，而剛染上菸癮者就像發瘋一樣。在風雨中回頭想戒除鴉片，看似有一盞微弱的燈指引，但近看卻是許多青綠色火焰的鬼火照耀著。南方一些小爭執引起戰爭，造成朝廷難以下令禁止。但禁令若能像鏡子反射世間一樣落實，吸食鴉片的人就再也難以躲藏了。」鴉片傳入臺灣，自荷蘭佔領時期開始，之後越來越盛行。道光十年下令禁止各省販賣，是依據閩浙總督孫爾準的建議。道光十九年再次下令禁止，卻因此與英國開戰，戰後被迫簽訂江寧條約（即南京條約），使鴉片到今日仍是禍害。臺灣人說吸食鴉片的人是鬼，因為這些人就像跟鬼在一起一樣。 |

## 其他見解
學者林文月（連橫之外孫女）曾於其著作聲稱臺灣阿片特許問題一文為他人冒用連橫名義發表，以阻礙連震東（連橫之子）進入報社：
|  | 當日本人預備禁菸時，連橫曾私底下同朋友開玩笑，在漫談中說：「其實鴉片也有好處，可以治瘴疫（即瘧疾），清朝的義勇軍長年處於深山密林之中，瘴氣瀰漫，他們若非抽鴉片菸，怕是早都受了瘴氣之毒而死光了。」想不到這些話語，後來輾轉傳出，就有人冒用他的名，將這些話語再加以渲染，並署上他的名字，在報端刊登出來。雖然無法具體指出冒名寫作此文的人名，但其中是頗有一些蛛絲馬跡可尋的。原來，在連震東由日本學成返鄉之際，以家學淵源，頗有意於服務報界，而當時林獻堂也極有意思聘請這位年輕有為的後輩入《臺灣民報》做記者。這個消息引起該報社某些幹部以及老記者的忌妒和恐慌。因為連震東學有專長，中日文俱佳，且是名門出身，有人生怕相形見拙，所以極力阻撓。遂有好事者假連橫之名，撰此文投稿於臺灣日日新報，以圖阻礙連震東進入該報社。 |

|  | 其實，前此，連橫也曾經撰文討論過鴉片菸的問題，態度一向積極公正。例如當他民國元年至杭州時，聞禁菸甚嚴，犯者處死，所以無人敢抽菸，便批評道：「阿芙蓉流毒久矣，而毅然刷滌，則浙人之福也。」後來在編撰《臺灣詩乘》的時候，也在卷三裡提及：「阿片菸傳入臺灣始於荷蘭之時，甚後滋盛。道光十年詔禁各省種賣，從閩浙總督孫爾準之奏也。十九年復禁，遂與英人開戰，而立江寧之約，至今為害。臺人謂吸菸者為『烏菸鬼』，以其與鬼為伍也。」 |

|  | 而被人冒名刊登此文章，所以未反駁辯解，原因之一，是那些話雖是惡意的喧染誇張之辭，卻也的確源自於自己一時朋友間的談笑，其二，則已略知此是背後有人想要阻止連震東進入報社。這種事情雖是委屈冤枉，但如果撰文筆戰起來，怕是只有愈說愈不清楚；況自己年紀已大，而連震東方出道，他不願因自己樹大招風，反而害了兒子的前途，於是只得默默忍氣吞聲。連震東體念父親的用心，一半是為了自己而受氣。不禁悲痛盈胸。不過，他卻因而暗自下決心，將來一定要勤奮努力，好自為之，為慈父爭一口氣，這樣才不致辜負他老人家的心意。《臺灣民報》方面，既然因那篇文章而鬧得滿城風雨，林獻堂也就不便聘請連震東入社。後來，連震東改入了「昭和新報社」為記者。兒子能繼承衣缽，連橫對他寄予很大的希望，自己半生為報人，所寫所做，一向都是仗義直言，他所期許於連震東的，也是這一原則。 |

學者鄭喜夫認為臺灣阿片特許問題其中有連橫的論點，例如連橫一向反對「直接禁止鴉片」，認為應該「漸禁鴉片」。但鄭喜夫認為此篇文章不像是連橫寫的，論述矛盾、氣勢不連貫、答非所問、論理錯誤，舉證也有不當之處，與連橫之文筆相差甚遠。懷疑可能是有人欲陷害連震東及排擠他所冒名寫作：
|  | 按此文之筆法，固有類先生所為者，而綜觀全文，其可疑處亦不少，試舉二端：其一、此文首段云：「臺灣阿片問題，比月以來，議論沸騰，或以為當行勵禁，或以為須再特許，究之皆一偏之論，未能盡其全也。」而末段則云：「今政府既有特許之意，人民又有希望之心，自可照議而行。其受特許者，苟非體氣之大弱，痼疾之癮癒，自任改除；即舊時之特許者，互相勸勉，冀斷其癮，以促成政府漸禁方針之美意。如是，不及三十年，臺灣阿片不禁自禁，豈非持平之道哉！」前者以須再特許及當行厲禁二說皆一偏之論，未得其全，而後者以特許之策可照議而行，且目為持平之道。何所言自相衝突之甚！以先生之明於事理，而長於論說，斷斷不致為此不通之言。其二、文中述日人漸禁政策一節云：「帝國領有之初，......特許吸食者十六萬人，閱今三十餘年，僅有二萬五千人，使非漸禁之功效，則此三十年間，戶口之增加，富力之日進，吸食者當在三十萬人以上。」乃其下接云：「則此次再請特許者二萬五千人，亦不過全人口二百分之一分強爾，無大關係，亦不成大問題，又何事議論沸騰哉！」文氣不相連貫；而其下「唯今日阿片問題」句以下，至「以供遊客之豪飲，而政府無如何也」句止，亦多前言不對後語，牛頭不對馬嘴之處；他如論理之謬誤、舉證之不當，比比皆是。足見此文實非先生之手筆。 |

|  | 雖然，此文部分為先生之意見。蓋先生諗知吾國禁菸之痛史，自道光年間，立嚴禁之條，而犯者如故，反不若彼行漸禁之策者，得徐收其效之為愈也。先生與朋輩聚談，嘗為是言。是時先生子震東留日學成返臺，林獻堂因震東在學時嘗向臺灣民報投稿，將延為該報記者，而該報社部分幹部及記者如謝春木等，嫉震東之中、日文並佳，恨相形之見絀，力為阻撓。遂有好事者，假先生之名，撰此意見書而投諸臺灣日日新報，以遂其摒震東於臺灣民報社外之目的。（據連震東先生口述。其後震東先生講先父生平事蹟略述，於阻撓其入民報社者僅提及謝春木之名。）臺胞方藉鴉片特許問題，義正嚴詞，以與日人奮戰，驟見此左袒之文，咸怒不可遏，因未遑深思細研，立加聲討，口誅筆伐，紛至沓來，非特震東不果入臺灣民報社，即先生亦幾不見容於臺胞矣！ |